# Hugo Hofstetter
Hugo Hofstetter (* 13. února 1994) je francouzský profesionální silniční cyklista jezdící za UCI ProTeam Israel–Premier Tech.

## Hlavní výsledky
2014
6. místo Paříž–Tours Espoirs
2015
Národní šampionát
 vítěz silničního závodu do 23 let
3. místo Paříž–Roubaix Espoirs
2016
7. místo La Roue Tourangelle
9. místo Classic Loire Atlantique
2017
3. místo Classic Loire Atlantique
5. místo Grand Prix de la Somme
10. místo Tro-Bro Léon
2018
UCI Europe Tour
celkový vítěz
Francouzský pohár v silniční cyklistice
celkový vítěz
Tour de l'Ain
vítěz 1. etapy
2. místo Grand Prix de Denain
2. místo Cholet-Pays de la Loire
3. místo Nokere Koerse
3. místo La Roue Tourangelle
3. místo Elfstedenronde
4. místo Clásica de Almería
4. místo Tro-Bro Léon
4. místo Halle–Ingooigem
4. místo Polynormande
6. místo Classic Loire Atlantique
8. místo Driedaagse Brugge–De Panne
8. místo Route Adélie
8. místo Grand Prix de Fourmies
9. místo Paříž–Camembert
2019
2. místo Grote Prijs Jef Scherens
3. místo Trofeo Palma
4. místo Scheldeprijs
4. místo Halle–Ingooigem
5. místo Eschborn–Frankfurt
5. místo Ronde van Drenthe
5. místo Nokere Koerse
9. místo Grote Prijs Marcel Kint
10. místo Grand Prix de Fourmies
2020
vítěz Le Samyn
6. místo Kuurne–Brusel–Kuurne
2021
4. místo Grand Prix de Denain
4. místo Grand Prix de Fourmies
4. místo Binche–Chimay–Binche
5. místo Le Samyn
5. místo Eurométropole Tour
5. místo Gooikse Pijl
6. místo Classic Brugge–De Panne
6. místo Trofeo Alcúdia – Port d'Alcúdia
2022
vítěz Tro-Bro Léon
2. místo Bredene Koksijde Classic
2. místo Le Samyn
3. místo Kuurne–Brusel–Kuurne
3. místo Grote Prijs Jean-Pierre Monseré
3. místo Ronde van Drenthe
4. místo Trofeo Playa de Palma
4. místo Paříž–Chauny
4. místo Famenne Ardenne Classic
Čtyři dny v Dunkerku
6. místo celkově
7. místo Nokere Koerse
8. místo Rund um Köln
8. místo BEMER Cyclassics
10. místo Paříž–Tours
2023
2. místo Le Samyn
4. místo Grote Prijs Jean-Pierre Monseré
6. místo Grand Prix Criquielion
7. místo Polynormande
9. místo Binche–Chimay–Binche

### Výsledky na Grand Tours
| Grand Tour      | 2020 | 2021 | 2022 | 2023 | 2024 |
| --------------- | ---- | ---- | ---- | ---- | ---- |
| Giro d'Italia   | —    | —    | —    | —    | 126  |
| Tour de France  | 115  | —    | 82   | —    |      |
| Vuelta a España | —    | —    | —    | 111  |      |

| —   | Nezúčastnil se |
| DNF | Nedokončil     |